# رافائيل وارنوك
رافائيل غاماليل وارنوك (بالإنجليزية: Raphael Warnock)‏ (مواليد 23 يوليو 1969) هو قس وسياسي أمريكي. وقد كان كبير أعضاء الكنيسة المعمدانية في أتلانتا منذ عام 2005. لقد برز وارنوك على الساحة السياسية في جورجيا كزعيم في الحملة الرامية إلى توسيع نطاق ميديكيد في ظل قانون الرعاية اليسيرة التكاليف. وهو عضو في الحزب الديمقراطي يخوض الانتخابات الخاصة لمجلس الشيوخ الأمريكي عام 2020 في جورجيا على المقعد الذي تشغله حاليا كيلي لوفلر.

## النشأة والتعليم
وارنوك من سافانا بولاية جورجيا. نشأ في الإسكان العام كإحدى عشر طفلاً من أصل اثني عشر طفلاً ولدوا لفيرلين وجوناثان وارنوك، وكلاهما قسيسين يتبعان الحركة الخمسينية. خدم والده في الجيش الأمريكي خلال الحرب العالمية الثانية، حيث تعلم ميكانيكا السيارات ولحامها، وبعد ذلك فتح مشروع ترميم السيارات الصغيرة حيث أعاد السيارات المهجورة لإعادة بيعها.
تخرج وارنوك من مدرسة سول سي جونسون الثانوية، ولأنه أراد أن يسير على خطى مارتن لوثر كينغ الابن، فقد التحق بكلية مورهاوس، حيث حصل على درجة البكالوريوس في علم النفس. ثم حصل على درجة الماجستير في اللاهوت، وماجستير الفلسفة، والدكتوراه في الفلسفة من معهد الاتحاد اللاهوتي، وهي مدرسة تابعة لجامعة كولومبيا.

## السياسة

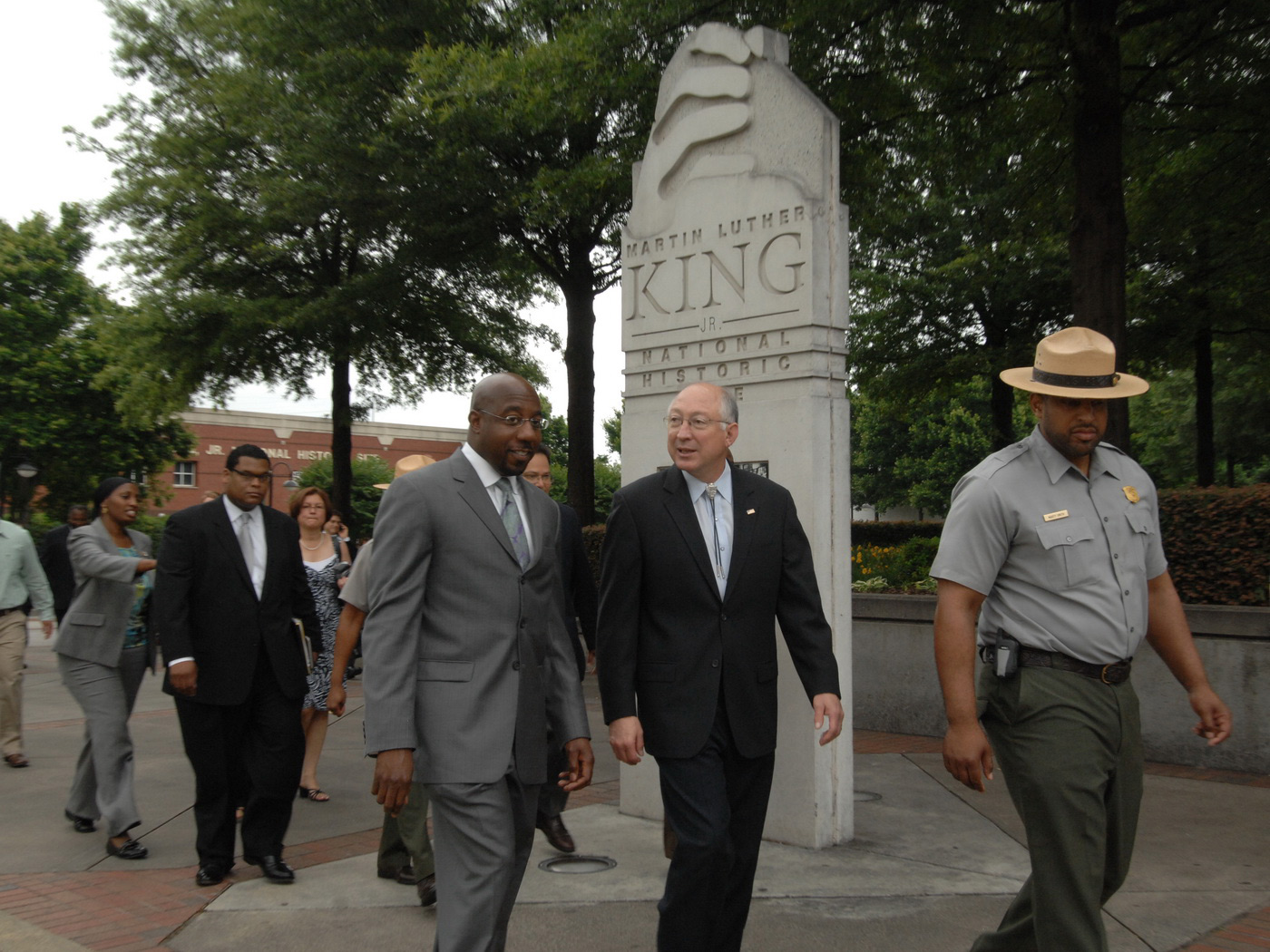
وارنوك مع كين سالازار في حديقة مارتن لوثر كينغ التاريخية الوطنية في عام 2009.

برز وارنوك في السياسة الجورجية كقائد في حملة توسيع ميديكيد في الولاية. في مارس 2014، قاد وارنوك اعتصامًا في مبنى الكابيتول في ولاية جورجيا للضغط على المشرعين في الولاية لقبول التوسع في ميديكيد التي يقدمها قانون حماية المرضى والرعاية الميسرة. تم القبض عليه مع قادة آخرين خلال الاحتجاج. في عام 2015، فكر وارنوك في الترشح لانتخابات عام 2016 لمقعد مجلس الشيوخ الأمريكي الذي يشغله جوني إيزاكسون كعضو في الحزب الديمقراطي. اختار عدم الترشح.

## وصلات خارجية
- موقع الحملة
- مرات الظهور على سي-سبان